# 포스키아비노강
포스키아비노강(이탈리아어: Poschiavino)은 스위스 그라우뷘덴주에서 발원하여 이탈리아 손드리오도로 흐르는 30 km 길이의 강이다. 강의 대부분은 스위스에 있으며, 이탈리아에는 단 3 km가 있다.
강의 수원은 리비뇨 고개에서 가까운 래티셰 알프스의 해발 2,260 m에 있다. 여기에서 강은 발포스키아보 상류를 통해 남쪽으로 흐르고 라뢰사, 포스키아보 및 레프레세의 정착지를 지나 2.5 km 길이의 포스키아보 호수에 들어간다. 호수 아래에서 강은 브루시오와 캄포콜로뇨의 정착지를 지나 이탈리아로 국경을 넘는다. 해발 441 m에 있는 티라노의 아다강으로 흘러 들어간다.
강의 물과 그 지류는 레파워 AG가 소유한 여러 수력발전소에 전력을 공급하는 데 사용된다.